# SZB
Az ANT–40, hadrendi nevén SZB (oroszul: СБ – Скоростной бомбардировщик [szkorosztnoj bombargyirovscsik], magyarul: gyorsbombázó), vagy fejlesztési nevén CAGI–40 egy kétmotoros, háromüléses, középszárnyas gyorsbombázó volt, amely 1934-ben szállt fel először.
Az 1930-as években az egyik legjelentősebb bombázónak számított. Több változatát bevetették Spanyolországban, Kínában, Mongóliában, Finnországban és az 1941-ben kezdetét vevő Németország elleni háború elején. Polgári feladatokra, kiképzésre és egyéb másodlagos feladatkörökben is használták a típust.
A spanyol polgárháborúban még sikeres repülőgép 1941-re elavult. 1941 júniusában a Vörös Hadsereg légierejében a bombázók 94%-a SZB típus volt.

## Fejlesztés
1933-ban a szovjet légierő minisztériuma kiírta követelményeit egy gyorsbombázóra. A CAGI-nál 1934 januárjában kezdődtek a munkálatok. Az SZB-t a Tupoljev tervezőirodában tervezték és fejlesztette ki az Alekszandr Arhangelszkij vezette csoport. Két változatot terveztek, az egyiket Wright Cyclone csillagmotorokkal (ANT–40 RC), a másikat Hispano-Suiza 12Y folyadékhűtéses V12-es motorokkal (ANT–40 ISZ). Az első két prototípust ANT–40.1 és ANT–40.2 jelölés alatt tervezték. A Cyclone motorokkal felszerelt prototípus repült először, 1934. október 7-én, majd az első Hispano-Suiza motorokkal felszerelt prototípus (ANT–401), melyet nagyobb szárnyakkal láttak el, 1934. december 30-án hajtotta végre első felszállását, ennek teljesítménye bizonyult jobbnak.
A második Hispano-Suiza motorokkal szerelt repülőgép, az ANT–402 már sorozatgyártott prototípusnak minősült, teljesítménye lenyűgöző volt, azonban sok problémával küszködött.
Az első sorozatgyártott modell, amely már az SZB jelölést viselte már az 1935-ös év vége előtt legördült a gyártósorokról, még az ANT–402 tesztprogramjának befejezte előtt. A teljes sorozatgyártás 1936-ban vette kezdetét két gyárban, a moszkvai 22-es számú állami repülőgépgyárban és az irkutszki 125-ös számú gyárban.
Annak ellenére, hogy a gyártás során folyamatosan változtattak a gépen, 1936 végére nagyjából 400 darab SZB-t szállítottak le - ebből néhányat Spanyolországba küldtek - és a szovjet légierő 24 századát kezdték el felszerelni az új bombázókkal. A spanyol polgárháborúban nyújtott nagyszerű teljesítményük miatt személyzetük a közkedvelt Katyusa névvel látta el a típust.
1937-ben a szovjet és a csehszlovák kormány sikeres tárgyalásokat követően átadta az SZB gyártási jogát néhány géppel együtt a csehszlovák kormánynak cserébe a 75 mm-es Škoda hegyi löveg gyártási jogaiért. A Csehszlovákiában gyártott és rendszerbe állított gépek típusneve az Avia B–71 lett, melyeket azonban helyileg gyártott Hispano-Suiza 12 Ydrs motorokkal szereltek fel. A kétcsövű SKASZ géppuskákat egycsövű 7,92 mm-es ZB vz. 30 géppuskákra cserélték az orrban, az ajtókban és a hasban elhelyezett állásokban.
Az 1938-as év közepéig hatvan darab SZB-t repültek át Csehszlovákiába. A veszélyes politikai helyzet ellenére a licencgyártást szándékosan lassan végezték. 1939. március 15-ig, amikor a német Wehrmacht elfoglalta Bohémiát és Morvaországot, egyetlen cseh-gyártmányú repülőgépet sem adtak még át.
A Spanyolországban szerzett tapasztalatok nyomán az SZB fejlesztése folytatódott. Először a motorokat cserélték le Klimov M–100 típusúakra, amely a Hispano-Suzia 12Ybrs licenc alapján gyártott változata volt, majd ezt hamar lecserélték a sokkal erősebb M–100A típusúra, majd 1938-tól a még erősebb M–103-ra. 1937. szeptember 2-án M. ju. Alekszejev felállított egy hivatalos magassági rekordot: M–103 motorokkal felszerelt SZB-vel, 1000 kg-os teherrel 12 246 méteres magasságig emelkedett. Előtte ő állított fel egy nemhivatalos 12 695 méteres rekordot.
Mivel az SZB 1939-re elavult, különféle módokon próbálták meg továbbfejleszteni. Két második generációs változatot fejlesztettek ki, egy közvetlen váltótípust és egy specializált zuhanóbombázót. A hagyományos bombázó, az SZN–MN vagy MMN új, csökkentett szárnyfelületű szárnyakat kapott, meghajtásáról pedig erősebb Klimov M–105 motorok gondoskodtak. Teljesítménye valamivel jobb volt az alapgépnél, de a tervezetet elhagyták. A zuhanóbombázó, jelölése az SZB–RK (később tervezője után az Arhangelszkij Ar–2 típusjelet kapta, mivel Tupoljevet bebörtönözték), hasonló volt az MMN-hez, de ellátták zuhanófékkel. A tesztek sikerrel zárultak, sorozatgyártását elrendelték.
Habár az SZB már elavultnak számított, gyártását még 1939-ben és 1940-ben is folytatták, mivel a Szovjetunió megpróbálta megerősíteni légierejét a növekvő német fenyegetettség miatt, így ebben a két évben további 4000 darabot gyártottak a típusból. Az SZB gyártását 1941-ben állították le, helyébe a Petljakov Pe–2 lépett. A 22-es számú üzemben összesen 5695 darabot gyártottak az SZB-ből, mielőtt Kazánba telepítették volna, a 125-ös számú üzem pedig további 1136 darabot gyártott.

## Műszaki jellemzői
Az SZB egy teljesen fémépítésű egyfedelű repülőgép, melyet két darab Klimov M–100 12 hengeres vízhűtéses motor (a Hispano-Suiza 12–Yrds motor licencváltozata) hajtott, melyek kéttollú fémlégcsavarokat forgattak. A sorozatgyártás korai szakaszában a motorokat M–100A típusúra cserélték, melyekre már háromtollú légcsavarokat szereltek, ezek 423 km/h sebességet biztosítottak 4000 méteres repülési magasságon.

## Változatok
- ANT–35 - utasszállító változat. Egyéb jelölése a PSZ–35.
- ANT–38 - 1934-es gyorsbombázó tervezet, amely nem épült meg, valószínűleg köthető az ANT–41-hez.
- ANT–40 RC vagy SZB - első prototípus 545 kW (730 LE) teljesítményű Wright-Cyclone motorokkal és 19 méteres szárny fesztávolsággal. 1934 szeptemberében készült el, első felszállására 1934. október 7-én került sor. Kényszerleszállás közben megsérült, majd 670 kW (900 LE) teljesítményű Tumanszkij M–87 típusú motorokkal építették újra, ezt követően 1935. február 5. és július 31. között újabb tesztrepüléseket végeztek vele. Fejlesztését nem folytatták, mivel a soron következő az ANT–40 ISZ típus jobb tulajdonságokkal bírt.
- ANT–40 ISZ (Hispano-Suiza) - ezt a prototípust 560 kW (750 LE) teljesítményű Hispano-Suiza 12Y típusú motorokkal látták el, valamint hosszabb 20,3 méter fesztávolságú szárnyakkal. Kettő darab készült belőle, az első az ANT–401 1934. december 30-án szállt fel első alkalommal. A kezdeti tesztek során 378 km/h, majd később már 402 km/h sebességet értek el vele. A második példány, az ANT–402 módosított szárnyakkal és farokrésszel 1935 szeptemberében repült először, majd ezt használták a sorozatgyártás prototípusának.
- ANT–41 - torpedóbombázó, amely hasonló kialakítású, de nagyobb és erősebb volt az SZB-nél. 1936-ban készült egy darab, amely lezuhant és összetört, ezután felhagytak a fejlesztésével.
- ANT–46 - kétüléses nehéz vadászrepülő, hasonló az ANT–401-hez, de két darab importált 597 kW (800 LE) teljesítményű Gnome–Rhône 14K motorokkal volt felszerelve, fegyverzete pedig a szárnyak külső részére rögzített két darab 100 mm-es hátrasiklás nélküli löveg, négy darab fixen rögzített géppuska az orrban és egy mozgatható géppuska a figyelő fülkéjében. Egy prototípus készült, melyet DI–8 jelöléssel repült a légierő 1935 augusztusában, de fejlesztésével felhagytak, miután leállították Leonyid Kurcsevszkij hátrasiklás nélküli ágyújának fejlesztését, letartóztatása után.
- ANT–48 - nagy sebességű sportrepülő tervezet
- ANT–49 - előterjesztett nagy távolságú felderítő változat a bombatérben elhelyezett légi fényképezőgépekkel és nagyobb üzemanyagtartályokkal, a projektet még a prototípus elkészülése előtt leállították.
- SZB 2M–100 - első sorozatban gyártott modell. A szárnyfelületet 56,7 m²-re növelték. Klimov M–100 motorokkal látták el (a Hispano-Suiza 12Y licenc alapján gyártott változata), melyek kéttollú légcsavarokat hajtottak.
- SZB 2M–100A - új, 642 kW (860 LE) teljesítményű M–100A motorokkal ellátott változat, melyek háromtollú légcsavarokat hajtottak. 1936 végétől gyártották. Néha nemhivatalosan SZbisz néven is említik.
- SZB 2M–100A modernizirovannyi - új MV–3 tető-géppuskatoronnyal felszerelt változat. 1937 májusában végezték a próbákat a géppel. A típust elfogadták, de a sorozatgyártása mégsem kezdődött meg.
- SZB–bisz - prototípus, melyet a 716 kW (960 LE) teljesítményű Klimov M–103 motorok hajtották, kétkormányos, állítható légcsavarral látták el. 1937 szeptemberében repült, de a megnövekedett súlya rontotta teljesítményét.
- SZB–bisz2 - M–103 motorokkal ellátott prototípus. Kisebb teljesítmény növekedés. Nem került sorozatgyártásra.
- SZB–bisz3 - a harmadik M–103 motorokkal ellátott prototípus, új motorgondolákkal, a hűtőket a motorok alá helyezték, ellentéttel a korábbi típusokon a motor előtt kapott helyet a hűtő. 1937. november 1-től 1938. január 17-ig folytat a próbák, melyek során kiderült, hogy a gép sebessége 446 km/h-ra növekedett. A fejlesztéseket később felhasználták a sorozatban gyártott példányokon.
- SZB 2M–103 - 10. sorozat. 1938-as változat eredeti hűtőkkel ellátott M–103 motorokkal és megerősített szerkezettel készült. A navigátor is kapott kezelőszerveket vészhelyzet esetére, fel lehetett szerelni csúszótalpakkal és kapott még két 368 literes külső üzemanyagtartályt.
- SZB 2M–103 - 14. sorozat. 1939-es változat M–103-as motorokkal és az SZB–bisz3 típuson tesztelt módosított gondolákkal és hűtőkkel.
- SZB 2M–103 - 18. sorozat. Továbbfejlesztett változat VIS–22 háromtollú propellerrel és MV–3 tető-géppuskatoronnyal.
- SZB 2M–104 - hozzávetőleg 30-40 repülőgép készült az M–104 motorokkal, de a motor nem került sorozatgyártásra.
- SZB 2M–106 - néhány gépet az M–106 motorral építettek, de a motor nem került sorozatgyártásra.
- USZB - kétkormányos kiképző változat. Az oktató nyitott fülkében ül a gép orrában, a navigátor helyén. Több, mint 120 darab készült M–100A vagy M–103 motorokkal felszerelve.
- SZB–MN vagy MMN - második generációs bombázógép, melyet a 783 kW (1050 LE) teljesítményű M–105 motorokkal és új NACA 22 szárnyprofilú, csökkentett szárnyfelületű és fesztávolságú (18 méter) szárnyakkal szereltek fel. Egy darab készült.
- SZB–RK - az SZB–MN-nel párhuzamosan fejlesztett zuhanóbombázó. A hűtőket a szárnyakba építették. Három darab SKASZ géppuskával fegyverezték fel, és képes volt hat 100 kg-os, vagy két 250 kg-os bombát hordozni a belső függesztőn, vagy 1500 kg-nyi bombát a külső függesztőkön elhelyezve. Gyártását elrendelték, majd Arhangelszkij Ar–2 jelöléssel rendszeresítették. 200 darab készült belőle, mielőtt kiszorították volna a Pe–2 és Tu–2 repülőgépek.
- SZBB–1 - Arhangelszkij utolsó SZB változata, amely az SZB–MN és RK változatokon alapul, kisebb szárnyakkal (16 m fesztávolság), iker farokrésszel és egyéb változtatásokkal. Egy jelölése a B. Egy prototípus repült 1940-ben, de nem került sorozatgyártásra.
- Avia B–71 - az SZB 2M–100A Csehszlovákiában készült licencváltozata.
- PSZ–40 - az Aeroflot számára készült szállítógép változat, melyet M–100A motorokkal szerelték fel, illetve eltávolították róla az összes katonai berendezést. Képes rakomány vagy hat főnyi utas szállítására. 100 darabot szállítottak le 1938-ban.
- PSZ–41 - az Aeroflot számára utasszállítónak átalakított SZB 2M–103. A PSZ–41bisz változatot a szárnyak alatt elhelyezett üzemanyagtartályokkal szerelték fel.
- Pterodactyl - SZB 2M–103 tricikli elrendezésű futóművel felszerelve. Egy darab került átalakításra 1940-ben.

## Üzemeltetők
Bulgária
- Bolgár Légierő - 32 darab Avia B–71 repülőgépet üzemeltetett Avia-Katiusza Ě–8 jelölés alatt

 Csehszlovákia
- Csehszlovák Légierő - 1938 áprilisában és májusában 60 darab szovjet építésű SZB-t kapott, melyek Hispano-Suiza 12Ybrs motorokkal voltak felszerelve. További 101 bombázót és 60 felderítő repülőgépet gyártott az Avia repülőgépgyár licenc alapján Avia B–71 jelöléssel.

 Finnország
- Finn Légierő - 24 darab SZB-t üzemeltetett. Az első nyolc repülőgépet (hét darab M–103 motorokkal, egy darab M–100 motorokkal volt felszerelve) a téli háború alatt zsákmányolták, további 16 darabot 1941. november 5. és 1942. augusztus 27. között állítottak hadrendbe német hadizsákmányból származó típusokból. Az összes repülőgépet M–103 motorokkal látták el, majd tengeralattjáró-elhárító feladatkörben használták. Két repülőgépet átalakítottak kiképzőgéppé. A finn légierő 1945-ben kivonta az összes SZB bombázóját, melyeket 1950-ben szétbontottak.

 Harmadik Birodalom
- Luftwaffe (Wehrmacht) - zsákmányolt gépeket használt, cseh gyártmányú Avia B–71-est és szovjet gyártmányú SZB-t.

 Kínai Köztársaság
- Tajvani Légierő - 62 darab SZB–2M–100 bombázót kapott 1937 őszén. A Szovjetunió 1938 augusztusa és 1941 júniusa között további SZB–2M–100 és SZB–2M–105 típusú bombázókat szállított.

 Lengyelország
- Lengyel Légierő - használt néhány USZB–2M–103 típusú repülőgépet kiképzésre a második világháború után

 Szlovákia
- Szlovák Légierő - egy darab Avia B–71 repülőgépet üzemeltetett 1943. április 18-ig, amikor Anton Vanko és négy másik repülőszemélyzet Törökországba menekült a géppel.

 Szovjetunió
- Szovjet Légierő
- Aeroflot - ismeretlen számú leselejtezett SZB–2M–100 típusú repülőgépet kapott 1938-ban, majd miután felújították őket PSZ–40 jelölés alatt kerültek üzemeltetésre. 1940-ben újabb SZB-ket újítottak fel, majd PSZ–41 névet helyeztek üzembe.

 Második Spanyol Köztársaság
- Spanyol Köztársasági Légierő - 1936. október 14-én kapta az első 31 SZB–2M–100A bombázóit. A következő 31 darab 1937 június-július között érkezett, az utolsó 31 darab pedig 1938-ban. A Szovjetunió összesen 93 darab SZB-t juttatott Spanyolországnak.

 Spanyol Állam
- A nacionalista légierő 19 darab SZB–2M–100A bombázót zsákmányolt. Ezek szovjet építésű M–100 motorjait francia gyártmányú Hispano-Suiza 12Ybrs motorokra cserélték. Ezeket a gépeket hadrendbe helyezték, később kiképzésre használták, majd 1950-ben vonták ki a szolgálatból.

## Műszaki adatok (SZB 2M–103)

### Geometriai méretek és tömegadatok
- Hossz: 12,57 m
- Fesztávolság: 20,33 m
- Magasság: 3,60 m
- Szárnyfelület: 56,7 m²
- Üres tömeg: 4768 kg
- Normál felszálló tömeg: 6308 kg
- Maximális felszálló tömeg: 7880 kg

### Motorok
- Motorok száma: 2 darab
- Típusa: Klimov M–103 folyadékhűtéses, V12 hengerelrendezésű benzinmotor
- Maximális teljesítménye: egyenként 716 kW (960 LE)

### Repülési adatok
- Legnagyobb sebesség: 450 km/h
- Hatótávolság: 2300 km
- Szolgálati csúcsmagasság: 9300 m

### Fegyverzet
- 4 darab 7,62 mm-es SKASZ géppuska
- 6 darab 100 kg-os vagy 6 darab 50 kg-os légibomba a bombatérben, 2 darab 250 kg-os légibomba a  szárnyak alatt lévő felfüggesztési pontokon

### Kapcsolódó fejlesztés
- PSZ–35
- ANT–38
- ANT–41
- Ar–2

### Hasonló repülőgépek
- Bristol Blenheim
- PZL.37 Łoś

## Fordítás
- Ez a szócikk részben vagy egészben  a   Tupolev SB című angol Wikipédia-szócikk ezen változatának fordításán alapul.  Az eredeti cikk szerkesztőit annak laptörténete sorolja fel. Ez a jelzés csupán a megfogalmazás eredetét és a szerzői jogokat jelzi, nem szolgál a cikkben szereplő információk forrásmegjelöléseként.